# Franjo Šoštarić
Franjo Šoštarić (Zagreb, 1 de agosto de 1919 - 27 de agosto de 1975) foi um futebolista iugoslavo, medalhista olímpico. 

## Carreira
Franjo Šoštarić fez parte do elenco medalha de prata, nos Jogos Olímpicos de 1948.

## Ligações Externas
- Perfil olímpico